# Пеунов, Вадим Константинович
Вадим Константинович Пеунов (29 апреля 1923, Астрахань — 19 января 2020, Северодонецк) — советский и украинский писатель. Заслуженный работник культуры Украины (2003).

## Биография
Участник Великой Отечественной войны с 1941 года. Со школьной скамьи призван в армию.
Участвовал в боевых действиях стрелком, авиадесантником, разведчиком. Участник обороны Сталинграда, освобождения Украины. Старший сержант.
После демобилизации закончил львовскую среднюю школу, затем в 1954 г. журналистский факультет Львовского государственного университета им. И. Я. Франко.
Работал в редакции газеты «Социалистический Донбасс», затем горняком, проходчиком и навалоотбойщиком на шахте «Ветка-Глубокая», шахте имени А. Ф. Засядько. За участие во внедрении узкозахватного комбайна был удостоен звания ударника коммунистического труда.
Позже — редактор на Донецком телевидении.
Жил в Донецке. Член Национального союза писателей Украины и Донецкой областной организации Национального союза писателей Украины.
Умер 19 января 2020 года в Северодонецке.

## Творчество
Автор около 40 оригинальных литературных произведений: приключенческих романов, повестей и очерковых книг.
Основная тема произведений прозаика — героика борьбы за установление Советской власти на Украине, работа советской милиции и чекистов по изобличению преступников и агентов иностранных разведок.
Кроме того, им написан ряд книг, посвященных Донецкому краю и его людям.
Книги Пеунова на «чекистскую» тематику пользовались спросом в СССР. Их могли продавать на неофициальном книжном рынке за несколько номиналов:

Подойдя к рынку, она отыскала изгибавшееся полукольцом деревянное здание, за которым оказалась круглая, как пятак, до отказа забитая толпой площадка. Точно буёк на волне, толпа бесшумно раскачивалась из стороны в сторону… Здесь уже был мир книжников. Справа и слева, спереди и сзади её окружали перепачканные чернилами школьные учебники, технические справочники, атласы, журналы, сборники рассказов, повести и романы. Никто ими не интересовался. Толпившиеся покупатели что-то таинственно выискивали, бросая в разные стороны острые взгляды… Кругом шепотком спрашивали: — Что за книга? Покажите?. А вот справа образовался тесный круг… старенький узкоплечий человечек стал вытаскивать из-под полы в тёмном переплете «Последнее дело Коршуна» и передавал из рук в руки. И снова шепотом: — Сколько? — Полста. — А номинал? — Пустяки — Пять шестьдесят…

## Избранная библиография
- «Последнее дело Коршуна» (1955),[4]
- «Друзья и враги» (1958),
- «Любовь и ненависть» (1961),
- «Любовь и море» (1961),
- «Чекист Аверьян Сурмач»,
- «Месть отвергнутых богов»,
- «В обнимку с ветрами» (1972),
- «Об исполнении доложить» (1974),
- «Здравствуй, будущее!» (1976),
- «Лично ответствен» (1980),
- «ЧП на третьей заставе» (1982, в соавт.)
- «В защиту Кручинина» (1984),
- «Без права на помилование» (1985),
- «Пропуск в будущее» (Очерк о становлении стана «3000» на Ждановском металлургическом комбинате им. Ильича) (1986),
- «За любовь не судят» (1988),
- «Последний шанс» (1989),
- «Нить жизни» (1995) и др.
- Последнее дело Коршуна. В защиту Кручинина. — М.: Престиж-бук, 2013. — 384 стр., илл. (Серия «Ретро библиотека приключений и научной фантастики»)

## Награды

### Украина
- Орден князя Ярослава Мудрого V степени (27 июня 2013 года) — за значительный личный вклад в государственное строительство, социально-экономическое, научно-техническое, культурно-образовательное развитие Украины, весомые трудовые достижения и высокий профессионализм[5]
- Орден «За мужество» I степени (30 апреля 2010 года) — за мужество и самопожертвование, проявленные в борьбе с фашистскими захватчиками в отстаивании свободы и независимости Отечества, весомый личный вклад в развитие ветеранского движения, патриотическое воспитание молодёжи[6]
- Орден «За мужество» II степени (5 мая 2008 года) — за личное мужество и самопожертвование, проявленные в борьбе с фашистскими захватчиками за свободу и независимость Отечества, весомый личный вклад в развитие ветеранского движения, патриотическое воспитание молодёжи[7]
- Орден «За мужество» III степени[8]
- Медаль «Защитнику Отчизны»[8]
- Заслуженный работник культуры Украины (24 апреля 2003 года) — за весомый личный вклад в развитие украинского литературы, активную общественную деятельность[9]
- Почётная грамота Кабинета Министров Украины (22 апреля 2003 года) — за значительный личный вклад в развитие украинской культуры и многолетний добросовестный труд[10]

### СССР
- Орден Отечественной войны 2 степени,
- Медаль «За отвагу»,
- Медаль «За оборону Сталинграда» и др.
- Лауреат Всесоюзного конкурса на лучшую книгу о работниках милиции.

За многолетнюю плодотворную работу в литературе, активное участие в общественной жизни города Донецка и воспитании молодого поколения в 2003 году В. Пеунову присвоено звание «Почётный гражданин Донецка».